# 2000
Il 2000 (MM in numeri romani) è un anno bisestile del XX secolo.
È stato l'ultimo anno del XX secolo e del II millennio secondo il calendario gregoriano. Nel calendario cinese è l'anno del Dragone e, nel calendario astrologico occidentale, è l'anno del Leone. Durante quest'anno la Chiesa cattolica ha celebrato il Grande Giubileo del 2000, iniziato ufficialmente il 24 dicembre 1999 con l'apertura della Porta santa.

## Eventi

### Gennaio
- 1º gennaio - In Grecia entrano in vigore gli accordi di Schengen.
- 27 gennaio - Nigeria: iniziano le violenze e gli scontri armati tra cristiani e musulmani nel Nord del Paese dopo la decisione di introdurre la "sharia".
- 30 gennaio - A Baia Mare, in Romania, circa 300 000 metri cubi di metalli pesanti fuoriescono dal bacino di decantazione di una miniera d'oro, immergendosi nelle acque dei fiumi Tibisco e Danubio, causando la morte di una grande quantità di pesci, causando quella che è passata alla storia come catastrofe di Baia Mare.

### Febbraio
- 1º febbraio - Francia: entra in vigore la legge Aubry, che riduce da 39 a 35 ore la settimana lavorativa nelle imprese con oltre 20 dipendenti.
- 4 febbraio - Grozny - Riconquista russa della capitale della repubblica autonoma di Cecenia dopo intensi bombardamenti aerei.
- 6 febbraio - Si svolge il secondo turno delle elezioni presidenziali in Finlandia, che vedono la vittoria di Tarja Halonen, che entrerà in carica come Presidente della Repubblica finlandese il 1º marzo, prima donna a ricoprire tale ruolo.
- 7 febbraio - Si tiene il secondo turno delle elezioni presidenziali in Croazia, vinte da Stjepan Mesić, in carica come Presidente della Repubblica dal 19 febbraio successivo.
- 13 febbraio - Viene pubblicata l'ultima striscia dei Peanuts, a seguito della morte del creatore della serie, Charles M. Schulz.
- 17 febbraio - Microsoft inizia la distribuzione di Windows 2000, successore di Windows NT 4.0.

### Marzo
- 1º marzo - Jorge Batlle entra in carica come Presidente dell'Uruguay, avendo vinto le elezioni generali dell'anno precedente.
- 12 marzo - In Spagna si svolgono le elezioni generali, vinte dal Partito Popolare di José María Aznar.
- 14 marzo - La FIAT annuncia di aver stretto un'alleanza con la General Motors, primo passo per l'avvicinamento dei due colossi dell'industria automobilistica.
- 26 marzo - In Russia si tengono le elezioni presidenziali, che vedono la vittoria del presidente ad interim Vladimir Putin.

### Aprile
- 19 aprile - Filippine: il Boeing 737 del volo Air Philippines 541 si schianta al suolo a Samal, provando la morte di tutti e 124 i passeggeri e dei sette membri dell'equipaggio.

### Maggio
- 13 maggio - La Danimarca vince l'Eurovision Song Contest ospitato a Stoccolma, Svezia.
- 20 maggio - Taiwan: alle elezioni presidenziali, sconfitto il Kuomintang al potere da 50 anni. Chen Shui-bian, del Partito progressista democratico, è il nuovo presidente della Repubblica.
- 25 maggio - Le truppe israeliane si ritirano dal Libano del Sud, ponendo fine a 22 anni di occupazione.

### Giugno
- 1º giugno - A Hannover, in Germania, viene inaugurata l'Expo 2000.
- 10 giugno - Abd al-Halim Khaddam diventa presidente della Siria ad interim dopo la morte di Hafiz al-Asad.
- 13 giugno - Il presidente sudcoreano Kim Dae-jung visita la Corea del Nord per partecipare al primo summit Corea del Nord-Corea del Sud.
- 13 giugno - Italia: Mehmet Ali Agca, l'attentatore turco di Papa Wojtyla, ottiene la grazia dal presidente della Repubblica Carlo Azeglio Ciampi. Sarà estradato in Turchia.
- 26 giugno - Viene divulgato il Terzo segreto di Fátima.

### Luglio
- 1º luglio - Viene inaugurato il Ponte di Øresund tra Svezia e Danimarca alla presenza dei sovrani Carlo XVI Gustavo di Svezia e Margherita II di Danimarca.
- 2 luglio
  - Si svolgono le elezioni presidenziali in Messico del 2000, che vedono la vittoria di Vicente Fox, entrato in carica come Presidente del Messico il 1º successivo.
  - La nazionale di calcio della Francia sconfigge la nazionale dell'Italia nella finale del campionato europeo di calcio 2000, disputatasi a Rotterdam.
- 8 luglio - A Roma si tiene il primo World Pride, parata del Pride di livello internazionale, che vede la partecipazione di 300 000-500 000 persone.[1]
- 10 luglio - Siria alle elezioni presidenziali, monopartitiche, vince Bashar al-Assad, entrato in carica il 17 luglio.
- 11-24 luglio - Si svolge il vertice di Camp David, tra il presidente statunitense Bill Clinton, il primo ministro israeliano Ehud Barak e il presidente dell'Autorità Nazionale Palestinese Yasser Arafat, che non portò però ad alcun risultato concreto nel contesto del conflitto israelo-palestinese.
- 25 luglio - Un Concorde dell'Air France, il volo 4590, precipita poco dopo il decollo dall'aeroporto di Parigi Charles de Gaulle, causando 113 vittime.

### Agosto
- 12 agosto - Il sottomarino nucleare russo K-141 Kursk si inabissa nel mare di Barents, portando alla morte di tutti i membri dell'equipaggio nonostante i tentativi di salvataggio.
- 15-20 agosto - Si celebra a Roma la Giornata mondiale della gioventù, in occasione del Giubileo del 2000. Nel campus universitario di Tor Vergata si radunano oltre due milioni di giovani provenienti da tutto il mondo.

### Settembre
- 3 settembre - Papa Giovanni XXIII viene beatificato da Giovanni Paolo II.
- 5 settembre - Tuvalu entra a far parte dell'Organizzazione delle Nazioni Unite.
- 6 settembre - Nell'Ufficio delle Nazioni Unite a New York si tiene il "Millennium Summit", il più grande incontro fra capi di Stato e di governo (oltre 150) mai realizzato: all'ordine del giorno la ricerca di nuove strategie per le missioni di pace, un miglior coordinamento nella lotta alla povertà e alle malattie.
- 14 settembre - In Virginia, dopo varie polemiche e appelli, l'italoamericano Derek Rocco Barnabei viene condannato a morte tramite iniezione letale per aver commesso il reato di omicidio.
- 28 settembre - Il politico israeliano Ariel Sharon, in seguito primo ministro, entra nella spianata delle Moschee di Gerusalemme con mille uomini armati, provocando l'accentuazione del conflitto con i palestinesi e dando inizio alla seconda intifada.

### Ottobre
- 12 ottobre - Ad Aden, nello Yemen, avviene l'attentato allo USS Cole, cacciatorpediniere statunitense, compiuto da due terroristi suicidi a bordo di una piccola imbarcazione, portando alla morte di 17 membri dell'equipaggio.
- 13 ottobre - La comunità open source, da poco costituita, fornisce il primo accesso pubblico al codice sorgente donato da Sun Microsystems, dando vita a OpenOffice.org, una suite di software per ufficio con licenza GNU General Public License.
- 13-17 ottobre - Una forte alluvione colpisce il Piemonte e la Valle d'Aosta, coinvolgendo il bacino nord-occidentale del Po, portando alla morte di 23 persone e a 40 000 sfollati.
- 31 ottobre - Si conclude l'Expo 2000 di Hannover.

### Novembre
- 1º novembre - La Serbia entra ufficialmente nell'Organizzazione delle Nazioni Unite, diventandone il 190º membro.
- 2 novembre - Expedition 1, il primo equipaggio residente sulla Stazione spaziale internazionale, entra all'interno della stazione.
- 7 novembre - Si svolgono le elezioni presidenziali negli Stati Uniti d'America, che sanciscono la vittoria di strettissima misura del repubblicano George W. Bush.
- 17 novembre - Il Congresso della Repubblica del Perù destituisce il presidente Alberto Fujimori e Valentín Paniagua diventa presidente ad interim.
- 23 novembre - Scott S. Sheppard, David C. Jewitt, Yanga R. Fernández e Eugene A. Magnier scoprono Arpalice e Calice, satelliti di Giove.

### Dicembre
- 7 dicembre - A Nizza, in Francia, viene proclamata la Carta dei diritti fondamentali dell'Unione europea.
- 10 dicembre - Nella regione degli Afar, in Etiopia, un team di ricercatori capeggiato da Zeresenay Alemseged trova i resti fossili di un Australopithecus afarensis, lo scheletro più completo mai ritrovato, appartenente a una bambina di tre anni, che viene battezzata Selam, nome che in varie lingue etiopiche significa "pace".
- 15 dicembre - Viene definitivamente spenta la centrale nucleare di Černobyl', con la dismissione del reattore numero 3, l'ultimo ancora attivo.
- 31 dicembre - Finiscono il XX secolo e il II millennio.

## Sport
Febbraio
- 5 febbraio - Con l'esordio della nazionale di rugby a 15 dell'Italia il torneo "Cinque Nazioni" prende definitivamente il nome di "Sei Nazioni".

Maggio
- 14 maggio - La Società Sportiva Lazio vince la Serie A 1999-2000, conquistando il secondo scudetto della sua storia.
- 18 maggio - La Società Sportiva Lazio vince anche la Coppa Italia 1999-2000.
- 24 maggio - Il Real Madrid Club de Fútbol batte per 3-0 il Valencia Club de Fútbol nella finale di UEFA Champions League 1999-2000 presso lo stade de France, a Saint-Denis, finale disputata per la prima volta nella storia del trofeo da due squadre della stessa nazione.

Giugno
- 4 giugno - Si chiude l'83ª edizione del Giro d'Italia, vinta da Stefano Garzelli.

Settembre
- 10 settembre - Michael Schumacher vince il Gran Premio d'Italia 2000 ed eguaglia il numero di vittorie del suo ex rivale Ayrton Senna, deceduto 6 anni prima.
- 15 settembre - A Sydney si svolge la cerimonia di apertura dei Giochi della XXVII Olimpiade.

Ottobre
- 1º ottobre - A Sydney si svolge la cerimonia di chiusura dei Giochi della XXVII Olimpiade.
- 8 ottobre - Michael Schumacher vince il Gran Premio del Giappone 2000 con la Ferrari, aggiudicandosi di fatto con una gara d'anticipo la vittoria nel Campionato mondiale di Formula 1 2000.

Novembre
- 25 novembre - La nazionale di rugby a 13 dell'Australia vince la finale di Coppa del Mondo di rugby a 13 2000, disputata a Manchester, aggiudicandosi il suo nono titolo mondiale.

## Nati
Ci sono circa 3 890 voci su persone nate nel 2000; vedi la pagina Nati nel 2000 per un elenco descrittivo o la categoria Nati nel 2000 per un indice alfabetico.

## Morti
Ci sono circa 1 530 voci su persone morte nel 2000; vedi la pagina Morti nel 2000 per un elenco descrittivo o la categoria Morti nel 2000 per un indice alfabetico.

## Calendario
| Calendario 2000 | Calendario 2000 | Calendario 2000 | Calendario 2000 | Calendario 2000 | Calendario 2000 | Calendario 2000 | Calendario 2000 | Calendario 2000 | Calendario 2000 | Calendario 2000 | Calendario 2000 | Calendario 2000 | Calendario 2000 | Calendario 2000 | Calendario 2000 | Calendario 2000 | Calendario 2000 | Calendario 2000 | Calendario 2000 | Calendario 2000 | Calendario 2000 | Calendario 2000 | Calendario 2000 | Calendario 2000 | Calendario 2000 | Calendario 2000 | Calendario 2000 | Calendario 2000 | Calendario 2000 | Calendario 2000 | Calendario 2000 | Calendario 2000 |
| --------------- | --------------- | --------------- | --------------- | --------------- | --------------- | --------------- | --------------- | --------------- | --------------- | --------------- | --------------- | --------------- | --------------- | --------------- | --------------- | --------------- | --------------- | --------------- | --------------- | --------------- | --------------- | --------------- | --------------- | --------------- | --------------- | --------------- | --------------- | --------------- | --------------- | --------------- | --------------- | --------------- |
|                 | 1               | 2               | 3               | 4               | 5               | 6               | 7               | 8               | 9               | 10              | 11              | 12              | 13              | 14              | 15              | 16              | 17              | 18              | 19              | 20              | 21              | 22              | 23              | 24              | 25              | 26              | 27              | 28              | 29              | 30              | 31              |                 |
| Gennaio         | Sa              | Do              | Lu              | Ma              | Me              | Gi              | Ve              | Sa              | Do              | Lu              | Ma              | Me              | Gi              | Ve              | Sa              | Do              | Lu              | Ma              | Me              | Gi              | Ve              | Sa              | Do              | Lu              | Ma              | Me              | Gi              | Ve              | Sa              | Do              | Lu              |                 |
| Febbraio        | Ma              | Me              | Gi              | Ve              | Sa              | Do              | Lu              | Ma              | Me              | Gi              | Ve              | Sa              | Do              | Lu              | Ma              | Me              | Gi              | Ve              | Sa              | Do              | Lu              | Ma              | Me              | Gi              | Ve              | Sa              | Do              | Lu              | Ma              |                 |                 |                 |
| Marzo           | Me              | Gi              | Ve              | Sa              | Do              | Lu              | Ma              | Me              | Gi              | Ve              | Sa              | Do              | Lu              | Ma              | Me              | Gi              | Ve              | Sa              | Do              | Lu              | Ma              | Me              | Gi              | Ve              | Sa              | Do              | Lu              | Ma              | Me              | Gi              | Ve              |                 |
| Aprile          | Sa              | Do              | Lu              | Ma              | Me              | Gi              | Ve              | Sa              | Do              | Lu              | Ma              | Me              | Gi              | Ve              | Sa              | Do              | Lu              | Ma              | Me              | Gi              | Ve              | Sa              | Do              | Lu              | Ma              | Me              | Gi              | Ve              | Sa              | Do              |                 |                 |
| Maggio          | Lu              | Ma              | Me              | Gi              | Ve              | Sa              | Do              | Lu              | Ma              | Me              | Gi              | Ve              | Sa              | Do              | Lu              | Ma              | Me              | Gi              | Ve              | Sa              | Do              | Lu              | Ma              | Me              | Gi              | Ve              | Sa              | Do              | Lu              | Ma              | Me              |                 |
| Giugno          | Gi              | Ve              | Sa              | Do              | Lu              | Ma              | Me              | Gi              | Ve              | Sa              | Do              | Lu              | Ma              | Me              | Gi              | Ve              | Sa              | Do              | Lu              | Ma              | Me              | Gi              | Ve              | Sa              | Do              | Lu              | Ma              | Me              | Gi              | Ve              |                 |                 |
| Luglio          | Sa              | Do              | Lu              | Ma              | Me              | Gi              | Ve              | Sa              | Do              | Lu              | Ma              | Me              | Gi              | Ve              | Sa              | Do              | Lu              | Ma              | Me              | Gi              | Ve              | Sa              | Do              | Lu              | Ma              | Me              | Gi              | Ve              | Sa              | Do              | Lu              |                 |
| Agosto          | Ma              | Me              | Gi              | Ve              | Sa              | Do              | Lu              | Ma              | Me              | Gi              | Ve              | Sa              | Do              | Lu              | Ma              | Me              | Gi              | Ve              | Sa              | Do              | Lu              | Ma              | Me              | Gi              | Ve              | Sa              | Do              | Lu              | Ma              | Me              | Gi              |                 |
| Settembre       | Ve              | Sa              | Do              | Lu              | Ma              | Me              | Gi              | Ve              | Sa              | Do              | Lu              | Ma              | Me              | Gi              | Ve              | Sa              | Do              | Lu              | Ma              | Me              | Gi              | Ve              | Sa              | Do              | Lu              | Ma              | Me              | Gi              | Ve              | Sa              |                 |                 |
| Ottobre         | Do              | Lu              | Ma              | Me              | Gi              | Ve              | Sa              | Do              | Lu              | Ma              | Me              | Gi              | Ve              | Sa              | Do              | Lu              | Ma              | Me              | Gi              | Ve              | Sa              | Do              | Lu              | Ma              | Me              | Gi              | Ve              | Sa              | Do              | Lu              | Ma              |                 |
| Novembre        | Me              | Gi              | Ve              | Sa              | Do              | Lu              | Ma              | Me              | Gi              | Ve              | Sa              | Do              | Lu              | Ma              | Me              | Gi              | Ve              | Sa              | Do              | Lu              | Ma              | Me              | Gi              | Ve              | Sa              | Do              | Lu              | Ma              | Me              | Gi              |                 |                 |
| Dicembre        | Ve              | Sa              | Do              | Lu              | Ma              | Me              | Gi              | Ve              | Sa              | Do              | Lu              | Ma              | Me              | Gi              | Ve              | Sa              | Do              | Lu              | Ma              | Me              | Gi              | Ve              | Sa              | Do              | Lu              | Ma              | Me              | Gi              | Ve              | Sa              | Do              |                 |

## Premi Nobel
In quest'anno sono stati conferiti i seguenti Premi Nobel:
- per la Pace: Kim Dae Jung
- per la Letteratura: Xingjian Gao
- per la Medicina: Arvid Carlsson, Paul Greengard, Eric R. Kandel
- per la Fisica: Zhores I. Alferov, Jack St. Clair Kilby, Herbert Kroemer
- per la Chimica: Alan J. Heeger, Alan G. MacDiarmid, Hideki Shirakawa
- per l'Economia: James J. Heckman, Daniel L. McFadden